# Pro12 2013/14
Die Saison 2013/14 der Pro12 (aus Sponsoringgründen auch RaboDirect Pro 12 genannt) begann am 6. September 2013. Die reguläre Saison umfasste 22 Spieltage (je eine Vor- und Rückrunde) und dauerte bis zum 11. Mai 2014. Die besten vier Mannschaften spielten in zwei Halbfinals um die Finalteilnahme. Beteiligt waren je vier Teams aus Irland und Wales sowie je zwei Teams aus Italien und Schottland. Die Meisterschaft gewann das irische Team Leinster Rugby, das den Titel erfolgreich verteidigte.

## Tabelle
M = Letztjähriger Meister
|     | Team                   | Spiele | Siege | Unent. | Ndlg. | Spiel- punkte | Diff. | Bonus- punkte | Tabellen- punkte |
| --- | ---------------------- | ------ | ----- | ------ | ----- | ------------- | ----- | ------------- | ---------------- |
| 01. | Leinster Rugby (M)     | 22     | 17    | 1      | 4     | 554:352       | + 202 | 12            | 82               |
| 02. | Glasgow Warriors       | 22     | 18    | 0      | 4     | 484:309       | + 175 | 7             | 79               |
| 03. | Munster Rugby          | 22     | 16    | 0      | 6     | 538:339       | + 199 | 10            | 74               |
| 03. | Ulster Rugby           | 22     | 15    | 0      | 7     | 470:319       | + 151 | 10            | 70               |
| 05. | Ospreys                | 22     | 13    | 1      | 8     | 571:388       | + 183 | 12            | 66               |
| 06. | Scarlets               | 22     | 11    | 1      | 10    | 435:438       | − 3   | 9             | 55               |
| 07. | Cardiff Blues          | 22     | 8     | 1      | 13    | 425:538       | − 113 | 7             | 41               |
| 08. | Edinburgh Rugby        | 22     | 7     | 0      | 15    | 397:526       | − 129 | 10            | 38               |
| 09. | Newport Gwent Dragons  | 22     | 7     | 1      | 14    | 392:492       | − 100 | 5             | 35               |
| 10. | Connacht Rugby         | 22     | 6     | 0      | 16    | 371:509       | − 138 | 11            | 35               |
| 11. | Benetton Rugby Treviso | 22     | 5     | 1      | 16    | 376:591       | − 215 | 8             | 30               |
| 12. | Zebre                  | 22     | 5     | 2      | 15    | 347:559       | − 212 | 5             | 29               |

Die Punkte werden wie folgt verteilt:
- 4 Punkte bei einem Sieg
- 2 Punkte bei einem Unentschieden
- 0 Punkte bei einer Niederlage (vor möglichen Bonuspunkten)
- 1 Bonuspunkt für vier oder mehr Versuche, unabhängig vom Endstand
- 1 Bonuspunkt bei einer Niederlage mit sieben oder weniger Punkten Unterschied

## Playoffs

### Halbfinale
| 16. Mai 2014 19:35 WESZ | Glasgow Warriors                                                                           | 16 : 15       | Munster Rugby                                                                                        | Scotstoun Stadium, Glasgow Zuschauer: 10.000 Schiedsrichter: Marius Mitrea (Italien) |
| 16. Mai 2014 19:35 WESZ | Versuche: Reid 46. erh. Erhöhungen: Russell (1/1) Straftritte: Russell (3/4) 17., 36., 39. | (9:7) Bericht | Versuche: Varley 9. erh. Dougall 51. n.erh. Erhöhungen: Keatley (1/2) Straftritte: Keatley (1/1) 66. | Scotstoun Stadium, Glasgow Zuschauer: 10.000 Schiedsrichter: Marius Mitrea (Italien) |

| 17. Mai 2014 19:00 WESZ | Leinster Rugby                                                                             | 13 : 9        | Ulster Rugby                            | RDS Arena, Dublin Zuschauer: 18.246 Schiedsrichter: Leighton Hodges (Wales) |
| 17. Mai 2014 19:00 WESZ | Versuche: Madigan 72. erh. Erhöhungen: Gopperth (1/1) Straftritte: Gopperth (2/2) 58., 64. | (0:6) Bericht | Straftritte: Jackson (3/3) 7., 40., 53. | RDS Arena, Dublin Zuschauer: 18.246 Schiedsrichter: Leighton Hodges (Wales) |

### Finale
| 31. Mai 2014 18:15 WESZ | Leinster Rugby | 34 : 12         | Glasgow Warriors                             | RDS Arena, Dublin Schiedsrichter: Nigel Owens (Wales) |
| 31. Mai 2014 18:15 WESZ | Versuche: Kirchner 17. erh., 74. erh. Jennings 38. erh. D’Arcy 76. erh. Erhöhungen: Gopperth (4/4) Straftritte: Gopperth (2/3) 60., 65. | (14:12) Bericht | Straftritte: Russell (4/4) 4., 13., 35., 40. | RDS Arena, Dublin Schiedsrichter: Nigel Owens (Wales) |

## Statistik
Meiste erzielte Versuche
|    | Name            | Versuche | Team             |
| -- | --------------- | -------- | ---------------- |
| 1. | Gareth Davies   | 10       | Scarlets         |
| 2. | Ashley Beck     | 8        | Ospreys          |
| 2. | Jeff Hassler    | 8        | Ospreys          |
| 4. | Nikola Matawalu | 7        | Glasgow Warriors |
| 4. | Noel Reid       | 7        | Leinster Rugby   |

Meiste erzielte Punkte
|    | Name           | Punkte | Versuche | Erhöhungen | Penalties | Dropkicks | Team                  |
| -- | -------------- | ------ | -------- | ---------- | --------- | --------- | --------------------- |
| 1. | Dan Biggar     | 219    | 1        | 38         | 41        | 5         | Ospreys               |
| 2. | Paddy Jackson  | 183    | 4        | 14         | 45        | 0         | Ulster Rugby          |
| 3. | Jason Tovey    | 176    | 1        | 21         | 39        | 4         | Newport Gwent Dragons |
| 4. | Jimmy Gopperth | 170    | 1        | 30         | 34        | 1         | Leinster Rugby        |
| 5. | J. J. Hanrahan | 152    | 3        | 28         | 27        | 0         | Munster Rugby         |